# Rede Clip

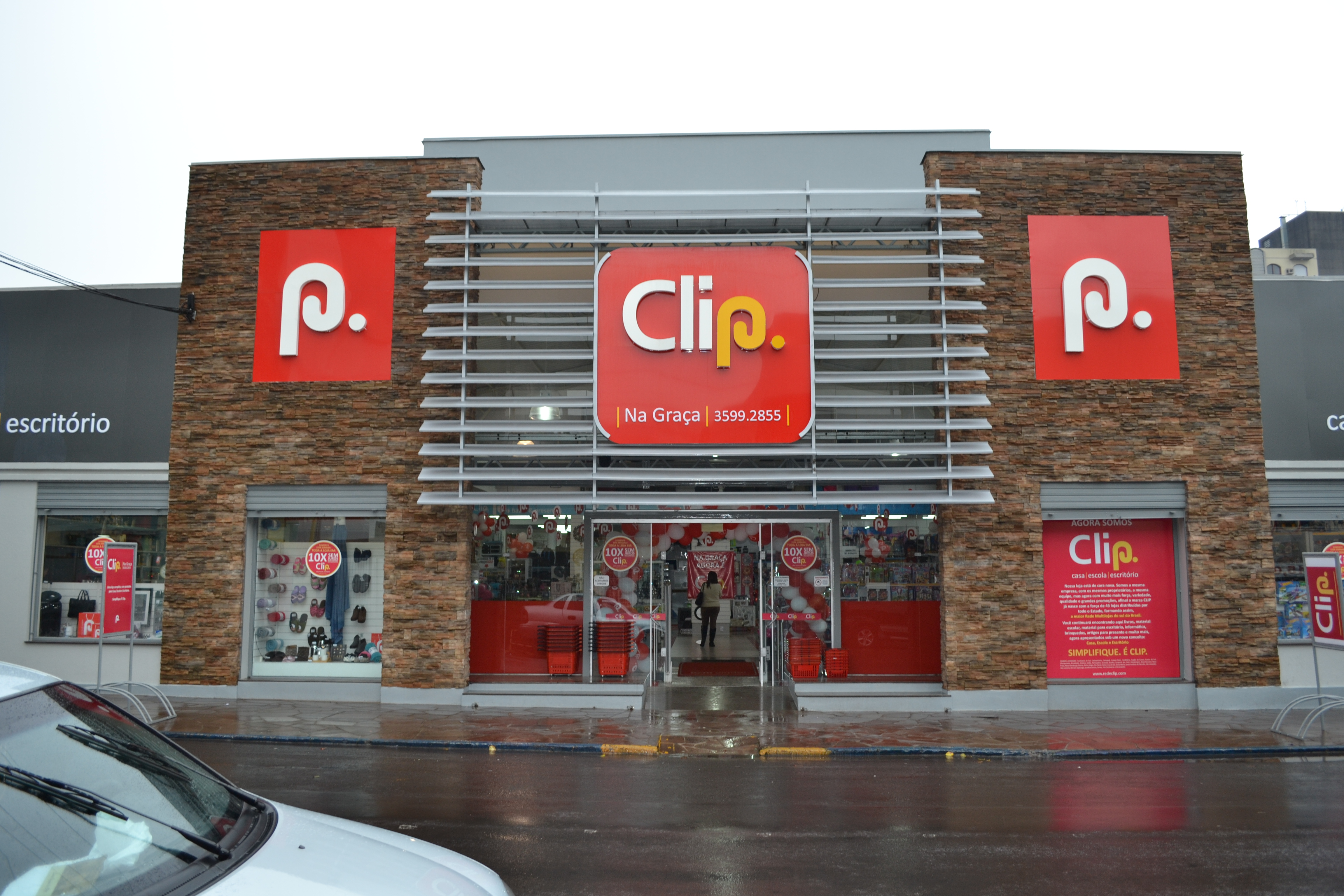
Entrada de uma Loja Clip

A Rede Clip é uma rede varejista de multilojas do Rio Grande do Sul,  que oferece produtos para Casa, Escola e Escritório. Estabelecida em 2016 pela associação de 26 empresários, a Clip é composta por 64 lojas, distribuídas em 48 municípios do estado, alcançando mais de 4 milhões de pessoas.

## História
A Rede Clip começou a ganhar forma na  década de 90 como uma parceria entre empresários de diferentes regiões do Rio Grande do Sul, que atuavam no segmento de Papelaria. O objetivo da união era a troca de experiências de negócio, informações comuns e melhores práticas do setor. As reuniões aconteciam mensalmente nas lojas do grupo e resultaram em crescimento e aumento na produtividade das empresas.
Esta parceria foi se consolidando ao longo da  década de 2000, incluindo novos integrantes, expandindo o mix de produtos e iniciando negociações conjuntas com fornecedores. As empresas, que possuíam forte atuação no segmento de materiais escolares e para escritório, passaram a oferecer brinquedos, itens de utilidade, decoração, livros e serviços de gráfica expressa.
Em 2009 o grupo contratou consultoria especializada em redes associativas para iniciar o projeto de estruturação da rede e posicionamento de marca. O trabalho contemplou análises individuais das lojas, padronização de mix, criação de equipes processuais e definição de objetivos.

## Ligações Externas
- Rede Clip